# Kormat 1
Koordinati:   44°56′57″N, 14°34′06″E
Kormat 1 je majhen nenaseljen otoček v Jadranskem morju. Pripada Hrvaški.
Otoček leži med Kormatom 2 in rtom Tenka punta na otoku Plavnik, od katerega je oddaljen okoli 1,2 km. Površina otočka meri 0,044 km². Dolžina obalnega pasu je 1,16 km.